# 石川県道104号松任美川線
石川県道104号松任美川線（いしかわけんどう104ごう まっとうみかわせん）は、石川県白山市内を通る一般県道（石川県道）である。

## 概要
- 起点：石川県白山市村井町99番地先（＝村井交差点・石川県道291号三日市松任線交点）
- 終点：石川県白山市美川中町ソ40番3地先（＝美川駅前交差点石川県道183号中町美川停車場線交点）

白山市内の松任地区と美川地区とを結ぶ。ほぼ全区間、IRいしかわ鉄道線に沿うルートとなっている。白山市北安田町から同市蝶屋町に至る区間の大部分は、源義仲が木曾で起兵し、平氏を追いながら京へ上洛したことに由来する木曾街道である。

## 現況
起点からすぐにIRいしかわ鉄道線を地下道に潜っている。おおむね両側2車線（片側1車線）の幅員があるものの、集落中心を縦貫する白山市北安田町、宮保町、および笠間町の一部では両側1車線程度の幅員しかない。当該区間は普通自動車でも行き違いが困難な狭隘道路となっているものの、近隣にはこれを迂回するバイパスと同等の市道が設けられている。
白山市村井町から成町の634m、同市北安田町から法仏町の1,304m、同市西米光町の699mと、同市美川中町の1,067mには、地下水を水源とする融雪装置が設置されている。

## 歴史
- 1960年（昭和35年）10月15日：路線認定。
- 2008年（平成21年）秋以降：北陸新幹線建設に伴い、白山市成町周辺で付け替え・拡幅工事を実施。

## 接続道路
- 石川県道291号三日市松任線（白山市村井町・村井交差点：起点）
- 石川県道185号徳光北安田線（白山市北安田町）
- 石川県道184号松本木津線（白山市笠間町）
- 石川県道122号加賀笠間停車場線（白山市笠間町）
- 石川県道58号鶴来美川インター線（白山市北島町・北島交差点）
- 石川県道183号中町美川停車場線（白山市美川中町・美川駅前交差点：終点）

## 道路の通称
- 蕪城通り（白山市村井町・村井交差点：起点 - 同市成町）
- 千代尼通り（白山市北安田町 - 同市千代野東5丁目・千代野中交差点）

## 周辺
- 国土交通省北陸地方整備局金沢河川国道事務所 加賀国道維持出張所
- 北陸電力 松任変電所
- 千代野ニュータウン
- 北陸新幹線 白山車両基地
- 金城大学
- 金城大学短期大学部
- 白山市立松陽小学校
- シーアイタウン笠間（新興住宅地）
- 白山市立蝶屋小学校
- 松任警察署 美川交番
- 白山市美川文化会館
- 白山市立美川中学校
- 美川地区アットマーク国際高等学校
- アクアタワー
- IRいしかわ鉄道線 加賀笠間駅 - 美川駅